# Beskidzki Oddział Straży Granicznej
Beskidzki Oddział Straży Granicznej z siedzibą w Cieszynie – zlikwidowany Oddział Straży Granicznej ochraniający granicę państwową z Czechosłowacją, następnie z Republiką Czeską i Republiką Słowacką.

## Formowanie i zmiany organizacyjne

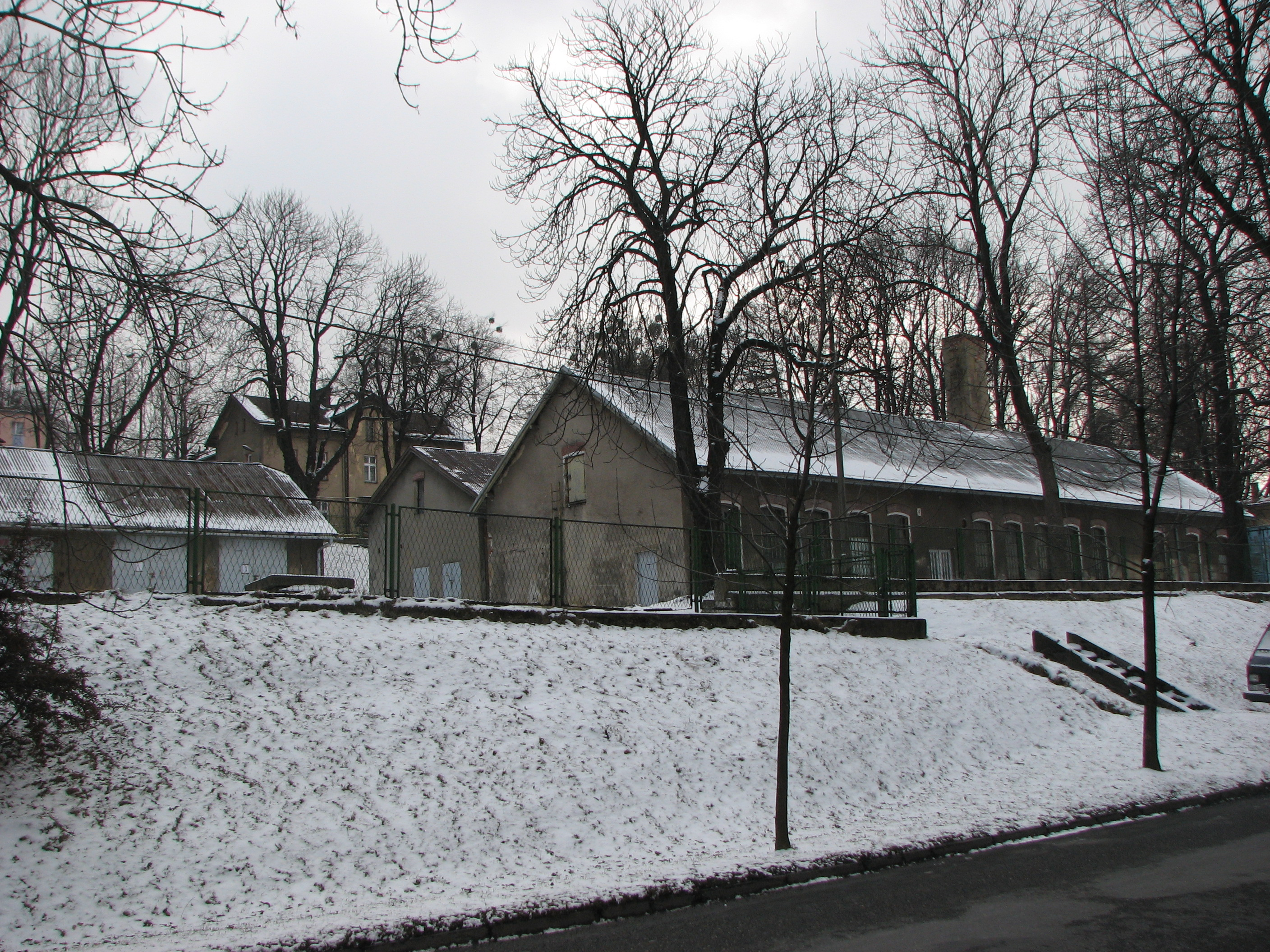
Budynki Beskidzkiego OSG w Cieszynie (marzec 2010)

7 maja 1991 Komendant Główny Straży Granicznej płk prof. dr hab. Marek Lisiecki wydał zarządzenie nr 012 na mocy którego 16 maja 1991 rozwiązano Górnośląską Brygadę Wojsk Ochrony Pogranicza w Gliwicach. Jednocześnie na mocy tego zarządzenia został utworzony Beskidzki Oddział Straży Granicznej w Cieszynie według etatu nr 44/06 o stanie osobowym 816 funkcjonariuszy i 77 pracowników urzędów państwowych. Służbę i pracę w oddziale rozpoczęło: 311 funkcjonariuszy zawodowych SG (111 oficerów, 121 chorążych, 79 podoficerów), 317 żołnierzy służby zasadniczej i funkcjonariuszy służby kandydackiej SG oraz 100 pracowników urzędów państwowych.
Na wniosek Komendanta Głównego SG, Minister Spraw Wewnętrznych i Administracji Leszek Miller aktem z 14 października 1997 nadał oddziałowi sztandar, ufundowany przez społeczeństwo Ziemi Cieszyńskiej.
Komendant Główny SG, Marek Bieńkowski, wydał Decyzję nr 34 z 5 sierpnia 1998 w sprawie powołania zespołów do spraw nadzoru nad likwidacją Beskidzkiego OSG oraz rodzajów czynności likwidacyjnych. Oddział został rozwiązany z końcem 1998, na podstawie Decyzji nr 277 MSWiA z 5 sierpnia 1998 w sprawie likwidacji Beskidzkiego OSG. Odcinek granicy państwowej został przejęty przez Karpacki Oddział Straży Granicznej w Nowym Sączu i Śląski Oddział Straży Granicznej w Raciborzu.

## Zasięg terytorialny
Beskidzki Oddział Straży Granicznej przejął do ochrony lądowy południowy odcinek granicy państwowej z Czechosłowacją o długości 164 km,
- Od Korbielowa, do Zebrzydowic[3].

Od 1 stycznia 1993 po rozpadzie Czechosłowacji, Beskidzki Oddział Straży Granicznej ochraniał odcinek granicy państwowej:
- Włącznie znak graniczny nr III/90, wyłącznie znak gran. nr III/348:

1. Z Republiką Słowacką – 88 km
2. Z Republiką Czeską – 76 km.

W terytorialnym zasięgu działania oddziału, terenowymi organami Straży Granicznej byli komendant oddziału, komendanci strażnic i granicznych placówek kontrolnych.

## Struktura organizacyjna
Struktura organizacyjna Beskidzkiego OSG:
- Komendant Oddziału
- Zastępca Komendanta Oddziału
- Starszy Radca Prawny
- Wydział Ochrony Granicy Państwowej
  - Grupa Operacyjno-Rozpoznawcza w Żywcu
- Wydział Kontroli Ruchu Granicznego
- Wydział Dochodzeniowo-Śledczy
- Wydział Prezydialny
- Wydział Łączności i Informatyki
- Wydział Kadr i Szkolenia
- Wydział Finansów
- Wydział Techniki i Zaopatrzenia
  - Kompania Zabezpieczenia
  - Grupa Zabezpieczenia i Techniki w Żywcu
- Samodzielna Kompania Odwodowa SG w Żywcu
- Służba Zdrowia.

Beskidzkiemu Oddziałowi Straży Granicznej podlegały:
- Strażnica SG w Korbelowie
- Strażnica SG w Soblówce
- Strażnica SG w Rycerce
- Strażnica SG w Zwardoniu
- Strażnica SG w Jaworzynce
- Strażnica SG w Wiśle
- Strażnica SG w Ustroniu-Poniwcu
- Strażnica SG w Lesznej Górnej
- Strażnica SG w Cieszynie
- Strażnica SG w Pogwizdowie
- Strażnica SG w Zebrzydowicach
- Graniczna Placówka Kontrolna SG w Korbielowie
  - Korbielów-Oravská Polhora
- Graniczna Placówka Kontrolna SG w Zwardoniu
  - Zwardoń-Myto-Skalité
  - Zwardoń-Skalité
- Graniczna Placówka Kontrolna SG w Cieszynie
  - Cieszyn (most Wolności, most Przyjaźni)-Český Těšín (most Svobody, most Družby)
  - Cieszyn-Chotěbuz
  - Leszna Górna-Horní Líštná
  - Jasnowice-Bukovec
  - Cieszyn-Český Těšín
- Graniczna Placówka Kontrolna SG w Zebrzydowicach
  - Zebrzydowice-Petrovice u Karviné
  - Marklowice Górne-Dolní Marklovice
  - Kaczyce Górne-Karviná 1 Ráj.

## Komendanci oddziału

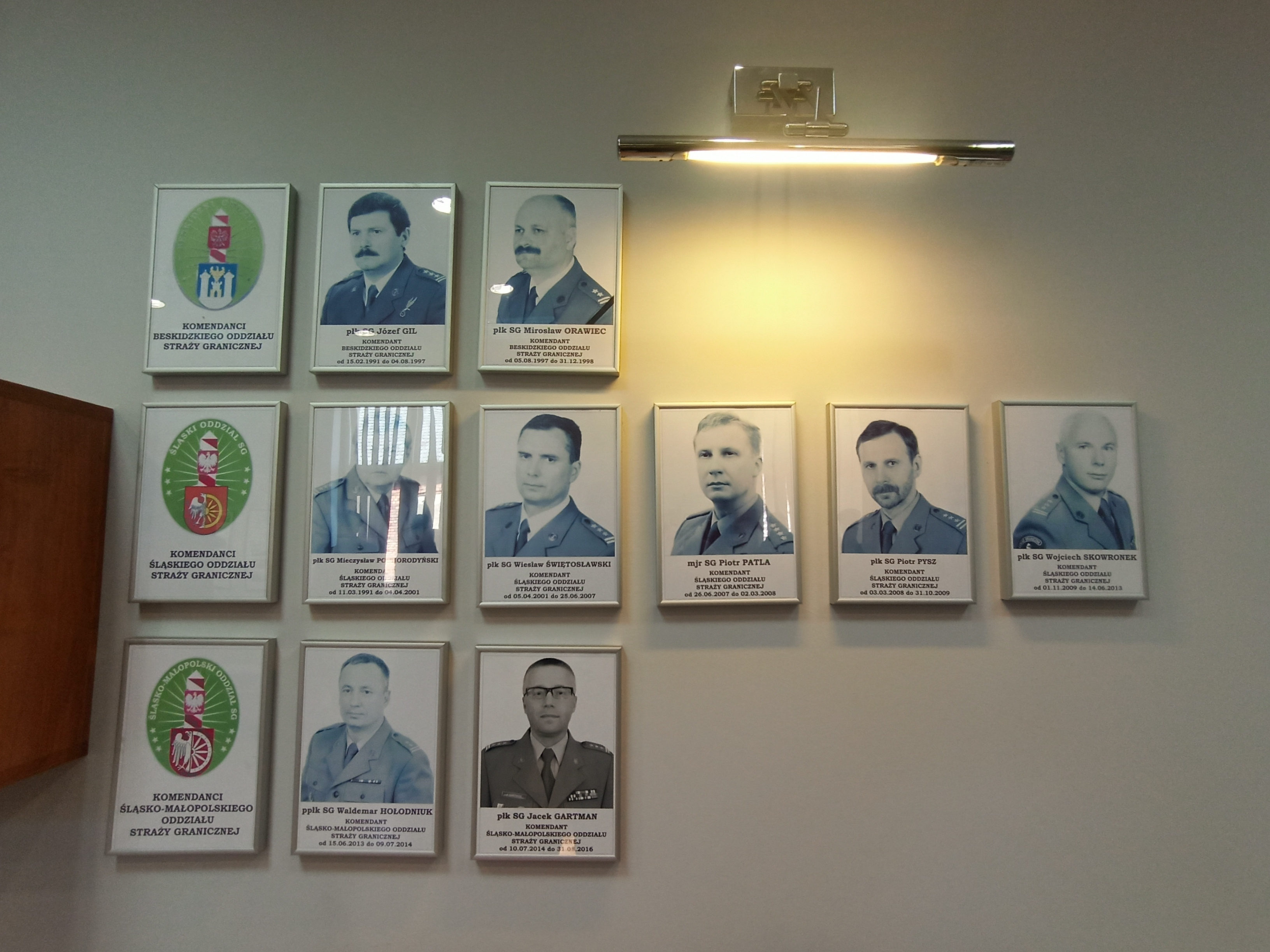
Izba tradycji ŚlOSG, komendanci oddziałów SG: Beskidzkiego, Śląskiego i Śląsko-Małopolskiego (luty 2024)

- mjr/płk SG Józef Gil (15.02.1991–4.08.1997)[2]
- płk SG Mirosław Orawiec (5.08.1997–31.12.1998)[2] – do rozformowania.

## Upamiętnienie
17 czerwca 2015 w Cieszynie miało miejsce uroczyste odsłonięcie Tablicy Pamięci żołnierzy, funkcjonariuszy, pracowników polskich formacji granicznych na Śląsku Cieszyńskim. Tablica zawisła na froncie budynku dawnych koszar przy ul. Wojska Polskiego 5.